# 湯原弘美
湯原 弘美（ゆはら ひろみ、1975年11月30日 - ）は、茨城県稲敷郡阿見町出身の女優。東映特撮と縁が深い。なお1996年以降の活動が確認できないため現在は引退したとされる。

## 出演

### 特撮
- 仮面ライダーシリーズ
  - 仮面ライダーBLACK 第26話「超能力少女を救え」（1988年4月3日）麻美役
  - 劇場版「仮面ライダーBLACK 鬼ヶ島へ急行せよ」（1988年3月12日公開）
- スーパー戦隊シリーズ
  - 超獣戦隊ライブマン 第43話「怪!? ギルドス最期の姿」（1988年12月24日）由紀役
  - 高速戦隊ターボレンジャー 第27話「少女暴魔リン」（1989年8月26日）リン役
  - 鳥人戦隊ジェットマン 第16話「紙々の叛乱」（1991年5月31日）間吹静子役
  - 超力戦隊オーレンジャー 第44話「地上最強の美女」（1996年1月26日）美女(マルチーワの人間態)役
- メタルヒーローシリーズ
  - 機動刑事ジバン 第4話「すてきなバラのプレゼント」（1989年2月19日）篠原ユキ役
  - 特警ウインスペクター 第7話「幸せ祈る聖少女」（1990年3月18日）村田美由紀役
  - 特救指令ソルブレイン 第32話「警官殺人を追え!」（1991年8月25日）平沼信子役
  - 特捜ロボ ジャンパーソン 第27話「大首領の正体!!」（1993年8月1日）神野留美役

### テレビドラマ
- 名奉行 遠山の金さん 第4シリーズ 第2話「金さんの隠し子!?」（1991年11月14日、ANB） - お夏
- 妻たちの劇場・家族あわせ2（1992年、フジテレビ系・大映テレビ）
- さすらい刑事旅情編IV　第5話「防犯カメラに写った女！美人教師の災難」（1991年11月13日、ANB）（テレビ朝日系・東映）
- さすらい刑事旅情編V 第12話「覗かれた剣道着の女・湯煙り会津若松」（1993年1月13日、ANB）

| スタブアイコン | サブスタブ | この項目は、まだ閲覧者の調べものの参照としては役立たない、俳優（男優・女優）に関連した書きかけの項目です。この項目を加筆・訂正などしてくださる協力者を求めています（P:映画/PJ芸能人）。 |